# Prunus chorassanica
Prunus chorassanica är en rosväxtart som först beskrevs av Antonina Ivanovna Pojarkova, och fick sitt nu gällande namn av Edward Murray. Prunus chorassanica ingår i släktet prunusar, och familjen rosväxter. Inga underarter finns listade i Catalogue of Life.